# 毎度おさわがせします
『毎度おさわがせします』（まいどおさわがせします）は、1985年から1987年までTBS系列(第2シリーズ・第3シリーズのテレビ山口・第3シリーズの北陸放送を除く）で放送されていたテレビドラマシリーズである。計3作が制作・放送された。

## 概要
パート1・2は多摩ニュータウンの多摩センター駅界隈、パート3は横浜市青葉区のたまプラーザ駅界隈を舞台に、「性」への興味津々な思春期な年頃の男子中学生・高校生3人組が繰り広げるちょっとエッチな騒動に頭を抱える大人たちとのやり取りをコミカルに描いたドラマである。
それまでゴールデンタイムのドラマではほとんど取り上げられなかった思春期の青少年が抱く「異性」「性欲」に対する好奇心を中心に、その家族や周囲との関係をコミカルに、時にシリアスに描いている。卑猥と捉えられかねない言動（下ネタ）が多く、男女とも下着や半裸（主に入浴絡み）姿の場面が多々あった。毎回、ストーリーの脈絡から脱線したプロレスラーを交えた乱闘シーンが挿まれているのも本作の特徴である。子どもの性への疑問や悩みを大人が真面目な顔で解説して聞かせるという設定であったが、その場面では「セックス」「射精」「ポコチン」「バージン」など性に関連する単語を包み隠さずストレートに使用していた。そのため、メインターゲットの青少年視聴者の父母などからは「中学生が主人公のドラマとしては内容が過激すぎる」などとの批判的な声も多く上がった。ドラマ自体は中高生の男子を中心に大ヒットし、シリーズ1とシリーズ2は平均視聴率20%を記録。最高視聴率は第1シリーズの最終回で記録した26.3%（関東地区）。関東以外の地域でも人気を博し、関西では最高視聴率32.0%に達した。1985 - 1987年当時は、日本の中、高校ではまだ現在のような性教育は教育科目として確立されておらず、あっても初潮や妊娠などを簡略的に教える程度だった。そういった中で、本シリーズは世の中や教育界に、性教育の必要性を印象付け、問題提起を問いかけた作品となった。このドラマの数年後となる1990年代以降には、男女平等に思春期に必要な性教育をする、という時代になってきている。
このドラマの作風と手法は、後に松雪泰子主演の『毎度ゴメンなさぁい』、『毎度おジャマしまぁす』、1999年からの昼ドラマ『キッズ・ウォー』シリーズに活かされた。
1シリーズ完結後、続編・シリーズ化され、パート2ではほぼ同じキャストで制作された。パート2は大晦日でも特番などで返上されることなく、通常放映されるという珍しい編成をされた。パート3ではキャストが一新された。
C-C-Bが担当した主題歌「Romanticが止まらない」もヒットし（1985年の音楽#総合年間TOP50（邦楽・洋楽）を参照）、パート2・3でも彼らの楽曲が起用された。また、主役級のキャストが挿入歌をタイアップするようになった。
本作の森のどか役でデビューした中山美穂は、一躍トップアイドルとなった。一時期の再放送やビデオでは、パート1での中山のセミヌードシーンが編集でカットされていた（乳首はニプレスで隠されているので映っていない）。
なお、パート1とパート3（第10話を除く）で男子は、白無地のブリーフを着用していた。
1987年には祥伝社から、本作のコミカライズ作品『新・毎度おさわがせします』が発売された。作画を担当したのは、後に『ポケットモンスター』のキャラクターデザイナーとなる杉森建である。

## 主要キャスト

### 大沢家
多摩ニュータウンの4LDKの団地に住まう。森家とは同階の隣である。
大沢 徹（）〈14〉→〈16〉
演 - 木村一八
大沢家の長男。1作目では中学2年生→2作目では高校1年生。優柔不断で煮え切らない性格。部屋には小泉今日子のポスターが貼ってありファンのようである。性的なものに好奇心旺盛で祐介たちとつるんで覗きやレンタルルームやノーパン喫茶に行ったりして大騒動を起こす。のどかに少し好意を持っているが、それを上手く出せず、父に相談する場面もある。そんな徹ものどかに好意を持たれているが全く気づいていなかった。真性包茎または嵌頓包茎なので、勃起すると包皮が突っ張って痛がるパターンが多い。
大沢 周一（）〈41〉→〈43〉
演 - 小野寺昭
父。サラリーマン。妻には頭が上がらないが子供たちの悩みには真摯に向き合うよき父である。シェイプアップ教室に通っている。
大沢 朝子（）〈36〉→〈39〉
演 - 篠ひろ子
母。ニュータウン内の喫茶店でパートをしている。周一と夫婦仲はよいが子供たちの問題につねに振り回されている。
大沢 理恵（）〈16〉→〈18〉
演 - 堀江しのぶ
長女。1作目では高校1年生→2作目では高校3年生。巨乳で努にボインと馬鹿にされるなどもあり、本人はコンプレックスであまり良く思っていない。正岡という大学生の恋人がいる。
大沢 努（）〈10〉→〈11〉
演 - 玉木潤
次男。小学4年生→2作目では何故か彼のみ1歳しか年を取っておらず、小学5年生。背が小さいことをコンプレックスに思っているが、勃起時の陰茎のサイズは兄の徹たちに引けを取らない大きさであった。1作目時点では朝立ちや幾度の勃起を経験するも未精通だったが、2作目で夢精により精通。

### 森家
大沢家の隣人一家で部屋は3LDKである。
森 のどか（）〈13〉→〈15〉
演 - 中山美穂
長女。1作目中学1年生→2作目では中学3年生。Aカップの貧乳。一人称は「オレ」。男言葉を使う。学校では問題児のツッパリ娘でトラブルメーカー。教養も無くかなり荒っぽい性格であるが、徹に好意を持っている。
森 俊作（）〈44〉→〈45〉
演 - 板東英二
父。恐妻家で気が弱く頼りない。高卒であるらしい。市役所の係長。シェイプアップ教室に通っている。
森 真紀（）〈35〉→〈37〉
演 - 夏木マリ（第1作） → 新藤恵美（第2作）
母。完全に夫を尻に敷いておりカカア天下である。ひそやかに大沢周一に気がある。のどかの家庭内暴力に対抗するためプロレス教室に通っている。のどかが変わってしまったため、会社を辞めて家にいるようにした。
森 祐介（）〈14〉→〈16〉
演 - 高橋一也（第1作） → 西川弘志（第2作）
長男。1作目では中学2年生→2作目では高校1年生。徹の親友である。

### プロレス道場
演 - ライオネス飛鳥、長与千種（共に第1,2作）、ダンプ松本、ブル中野（共に第2作のみ）のほか、全日本女子プロレス所属レスラー。

### 光南学園
古沢 信之（）
演 - 伊藤仁（第3作は除く）
徹の同級生で友人。いわゆるゲイだが性知識が全くなく、自慰すら知らなかったが、理恵の風呂上がりの姿を見て性および異性に目覚める。

## 第1シリーズ
1985年1月8日から同年3月26日までTBS系列で放送。第5話ではC-C-Bがゲスト出演し、プレゼントの告知コーナーにも出演した。

### キャスト
年齢設定は第1作時。

#### 佐野倉家
佐野倉 良太（）〈14〉
演 - 江端郁世
佐野倉家の一人息子。14歳（中学2年生）。徹と祐介と仲が良く3人で学習塾にも通っている。和彦と昌代の不仲に悩んでいたが、徹たちの協力のもとで、家族の絆を取り戻すことに成功。
佐野倉 和彦（）〈35〉
演 - 佐藤B作
不動産会社に勤めておりモーレツサラリーマンだが、家族に隠れてシェイプアップ教室の妻より若くて色っぽい早野圭子と不倫している。それがバレてしまい、離婚の危機に陥る。
佐野倉 昌代（）〈35〉
演 - 児島美ゆき
家族に隠れて良太の担任の黒木と不倫している。夫も不倫しているためW不倫である。体型は小柄で色気がない上に地味。性格はいい歳して幼稚かつワガママで身勝手。外で働いた社会経験が全くない世間知らず。息子の服を勝手に借りて不倫相手に会いに行くなど破天荒で非常識な部分がある。夫の暴力に対抗するため森真紀の通うプロレス道場に通い始め夫より強くなる。19歳の時に和彦と結婚しており彼が初めての男性だった。

#### 光南学園[注 7]
教職員
黒木 巌〈34〉
演 - 高田純次
徹と祐介と良太の担任教師。生徒たちには堅物で厳格に振舞うが、佐野倉良太の母・佐野倉昌代の不倫相手。不良娘で問題児であるのどかに目をつけていて毛虫のように嫌っている。
沢 ちあき〈24〉
演 - 八神康子
英語教師。腰つきだけで徹達を勃起させてしまうほどの色気の持ち主。徹がひそかに思いをよせる。黒木同様、不良娘で問題児であるのどかに目をつけていて、のどかにスカートめくりされてパンティの色を見られたため、毛虫以上に憎悪して毛嫌いしている。
松本
演 - 平泉成
生活指導教師。
光南学園生徒
加納 ルミ子
演 - 会沢朋子
のどかの親友。
町田 君江
演 - 立原ちえみ
のどかの親友。
まこ
演 - 豊嶋摩古
吉本 淳
演 - 浪岡光浩
信之のゲイカップルとしての彼氏。しかし性知識がまったく無く手を繋ぐことしか知らない。先に性に目覚めた（異性に対して）信之を「裏切り者」と非難したこともあった。

#### その他
小田 信治
演 - 信実一徳
パーラーマスター。
早野 圭子〈26〉
演 - 岡本広美
シェイプアップ教室のインストラクター。スタイル抜群でお色気たっぷりの佐野倉和彦の愛人。

#### ゲスト

##### 第2話
主婦
演 - ひづくりみちこ
若い女
演 - 藤みち子

##### 第3話
飯塚英二
演 - 内藤典彦
森家の上の階に住んでおり森家のベランダに干した下着を釣竿を使って盗んでいた。最初は徹が疑われたが汚名をそそぐため徹がベランダに隠れて捕まえた。
英二の父
演 - 島村卓志
英二の母
演 - 磯部稲子

##### 第5話
ライブバンド
演 - C-C-B
正岡
演 - 大橋吾郎
理恵の恋人。
チンピラ
演 - 伊藤康二

##### 第6話
河合 由美（）
演 - 芹川絵奈
努のガールフレンド。大人の男性には陰毛が生えていることを父親を見て知っており、未発毛の努を悩ませる。
チンピラ
演 - 吉江嘉成

##### 第7話
酔漢
演 - 田辺清輝

##### 第8話
女装の男たち
演 - 興松剛、井上智昭、岡本圭之輔、富田誠、浦野真彦

##### 第9話
温泉の女客
演 - 聖ミカ、竹下ゆかり（共に第9話）

##### 第10話
主婦
演 - 藤谷純

##### 最終話
古沢トシ子
演 - 白川和子
信之の母。
刑事
演 - 三角八郎
デートパブマスター中島
演 - 笹入舟作
スーパーの店員
演 - 浦野真彦（最終話）
藤波辰爾（本人役）
演 - 藤波辰巳

### スタッフ
- 脚本：畑嶺明
- 音楽：城之内ミサ、C-C-B
- 企画：飯島敏宏
- プロデューサー：阿部祐三
- 演出：楠田泰之、松本健、赤羽博
- 演出補：飯塚正彦
- 技術：塚越捷
- カメラ：志村泰史
- 照明：倉本輝彦
- 音声：河合由行
- カラー調整：大和田謙一
- VTR編集：荒井悦治
- 音響効果：下城義行
- 美術：石田道昭
- 美術制作：丸山俊史
- 大道具：東宝舞台
- 建具：マエヤマ
- 装飾・小道具：東京美工
- 持道具：京阪商会
- 衣裳：岸靖彦（京都衣裳〔現：東宝コスチューム〕）
- メイク：倉本メ子（ユミ・ビュアクス）
- 植木装飾：アサヒ植木装飾
- 記録：増田由美
- 制作担当：大谷弘
- ファイティングコーディネーター：國井正廣、佐々木修平
- 協力：東通、緑山スタジオ・シティ
- 製作：TBS、木下プロダクション

### テーマ曲
主題歌：「Romanticが止まらない」
作詞：松本隆 / 作曲：筒美京平 / 編曲：船山基紀 / 歌：C-C-B
ドラマ主題歌選考ついては、前年（1984年）にヒットした連続ドラマ『うちの子にかぎって…』でチェッカーズの楽曲が主題歌と挿入歌に起用されて話題になったこともあり、局側では本作でも引き続き採用する意向で進めていた。しかし、作家陣の希望でC-C-Bが抜擢されたという経緯がある。
また、「一世風靡セピアに同ドラマの主題歌を、という話も進んでいたが、ドラマの内容と硬派を売りにしていた彼らのスタンスとマッチしないということで起用は白紙になりC-C-Bに依頼が舞い込んだ…」という経緯を、C-C-Bの音楽プロデューサーであり、筒美の実弟である渡辺忠孝は語っている。
挿入歌：「嵐の伝説（レジェンド）」
作詞：森雪之丞 / 作曲：後藤次利 / 編曲：大谷和夫 / 歌：クラッシュギャルズ

### サブタイトル
| 話数                                                      | 放送日        | サブタイトル               | 演出     | 視聴率 |
| --------------------------------------------------------- | ------------- | -------------------------- | -------- | ------ |
| 第1話                                                     | 1985年1月8日  | こんにちはポコチン         | 楠田泰之 | 13.8%  |
| 第2話                                                     | 1985年1月15日 | おやじのSEX相談            | 楠田泰之 | 14.0%  |
| 第3話                                                     | 1985年1月22日 | パンツでデート             | 松本健   | 16.9%  |
| 第4話                                                     | 1985年1月29日 | オッパイに乾杯             | 楠田泰之 | 16.9%  |
| 第5話                                                     | 1985年2月5日  | ロマンティックが止まらない | 松本健   | 18.6%  |
| 第6話                                                     | 1985年2月12日 | お医者さんごっこ           | 赤羽博   | 18.5%  |
| 第7話                                                     | 1985年2月19日 | ちょっと初体験             | 楠田泰之 | 21.4%  |
| 第8話                                                     | 1985年2月26日 | さよならバージン           | 楠田泰之 | 19.5%  |
| 第9話                                                     | 1985年3月5日  | もーれつキッス             | 松本健   | 23.5%  |
| 第10話                                                    | 1985年3月12日 | おとーさんおかーさんに一言 | 赤羽博   | 20.2%  |
| 第11話                                                    | 1985年3月19日 | ABCどー思う？              | 楠田泰之 | 24.2%  |
| 最終話                                                    | 1985年3月26日 | 走れポコチン               | 楠田泰之 | 26.2%  |
| 平均視聴率19.5%（視聴率は関東地区・ビデオリサーチ社調べ） |               |                            |          |        |

## 第2シリーズ
TBS系列(テレビ山口を除く）で、1985年12月10日 - 1986年3月25日に放送された。当時としては珍しく大晦日にも通常放送され、それまでに比べればNHK紅白歌合戦の裏として記録的に高い視聴率を記録したが、「忠臣蔵 (1985年のテレビドラマ)」のほうがはるかに高く、あまり話題にならなかった。

### キャスト
年齢設定は第2作時。

#### 秋野家
秋野 浩平（）〈16〉
演 - 土田一徳
長男。高校1年生。
秋野 英明（）
演 - 中村泰士

秋野 涼子（）
演 - 内田あかり

秋野 真理（）
演 - 山崎あかね
妹。努の同級生。気の強い性格かつ、異性に興味を抱き始めている。

#### 光南学園
教職員
大木 三郎（）
演 - 平泉成
高等部1年担任。
石川 みゆき（）
演 - 高倉美貴
英語教師。
生徒
東 洋子（）
演 - 藤井一子
のどかの親友。
久保寺 晴美（）
演 - 斎藤弘美
のどかの親友。
谷川 由美子（）
演 - 佐藤恵美
徹の同級生で、マドンナ的存在の美少女。
草野 春夫（）
演 - 石塚聡

小川 明子（）
演 - 萩原真紀子

白石 瑠美（）
演 - 岩本雅子

阿部 章（）
演 - 谷崎研一（第3、5話）

#### 小学校
野々村 淳（）
演 - 長崎真純
努の親友。努と同様時折勃起する。だが努と違い作中で精通した様子はない。

#### その他
風間 平治（）
演 - 竹中直人
パーラーマスター。
河合 和美（）
演 - 樹本由布子
パーラーアルバイト。
小池 加奈（）
演 - 小野みゆき
ピアノ講師。英明の不倫相手。
鎌倉 杉男（）
演 - 浦野真彦
シェイプアップ教室のインストラクター。普段はオカマ。
滝 ミチル（）
演 - 山下香代子
シェイプアップ教室のインストラクター。

#### プロレス道場
極悪同盟（）
演 - ダンプ松本、ブル中野、コンドル斉藤
その他(実名)
演 - 国江真樹子、小倉由美、永友香奈子、小松美加

#### ゲスト

##### 第2話
美知子
演 - 竹下ゆかり
理恵の友人。理恵と同じく、胸が大きく、悩み事などが共通していた。努は彼女の胸を偶然見てしまったことがきっかけで、夢精し精通を迎える。
部長
演 - 岸野一彦
部長夫人
演 - 北島京子
用務員
演 - 和泉喜和子
宇部
演 - 川上伸之
串田
演 - 天野和義
赤川
演 - 真田竜生

##### 第3話
スケバン
演 - 小栗絵里花、斎藤珠美、後藤喜代美

##### 第4話
バンド
演 - C-C-B
部長
演 - 入江正徳

##### 第5話
旗中 峯男（）
演 - 渡辺裕之（第13話）
プロゴルファー。

##### 第6話
矢沢 悟郎（）
演 - 清水宏次朗（第7、9、10、14話）
のどかのボーイフレンド。
京子（）
演 - 山本奈津子
雅代（）
演 - 木内マキ
ルミ
演 - 浅丘南

##### 第7話
松木 和子（）
演 - 白川和子
松木 健治（）
演 - 平井力
中年客
演 - 市川勇
優子（）
演 - 井丸ゆかり
理恵の友人。
雅美（）
演 - 卯月公子
マネージャー
演 - 仲野文梧

##### 第9話
西村 昭太（）
演 - 斉藤茂樹
光南学園の生徒、不良高校生。

##### 第10話
校医
演 - 泊由美子
光南学園・保健室の校医。

##### 第11話
戸川 光治（）
演 - 高杉亘
理恵の恋人。慶応大学1年生。

##### 第12話
おばあちゃん
演 - 岡崎夏子

##### 第13話
女性
演 - 美加マドカ、平瀬りえ

### スタッフ
- 脚本：畑嶺明
- 音楽：城之内ミサ、C-C-B
- プロデューサー：阿部祐三
- 演出：楠田泰之、赤羽博、志村彰
- 演出補：五木田亮一、中島悟、池添博
- 技術：田中文夫
- カメラ：鈴木秋夫
- 照明：原田正
- 音声：片岡博司
- カラー調整：江川英男
- VTR編集：森崎好
- 音響効果：下城義行
- コンピューターグラフィック：東通ビデオセンター事業部
- 美術：石田道昭
- 美術制作：平野裟一（アックス）
- 大道具：東宝舞台
- 建具：マエヤマ
- 装飾・小道具：東京美工
- 持道具：京阪商会
- 衣裳：岸靖彦（京都衣裳〔現：東宝コスチューム〕）
- メイク：倉本メ子（ユミ・ビュアクス）
- 植木装飾：アサヒ植木装飾
- 記録：志村美恵子
- 制作担当：大谷弘
- 制作進行：千野友嗣
- ファイティングコーディネーター：佐々木修平
- 協力：東通、緑山スタジオ・シティ
- 製作：TBS、木下プロダクション

### テーマ曲
- 主題歌：C-C-B「空想Kiss」
（作詞：松本隆、作曲：筒美京平、編曲：大谷和夫、C-C-B）
- 挿入歌：木村一八「オレたちだけの約束」
（作詞：DIAMOND HEADS、作曲：後藤次利）
- 挿入歌：クラッシュギャルズ「東京爆発娘!」
（作詞：森雪之丞、作曲：後藤次利、編曲：大谷和夫)

### サブタイトル（第2シリーズ）
| 各話   | 放送日         | サブタイトル     | 演出     | 視聴率 |
| ------ | -------------- | ---------------- | -------- | ------ |
| 第1話  | 1985年12月10日 | ポコチン元気です | 楠田泰之 | 21.9%  |
| 第2話  | 1985年12月17日 | もーすぐ初体験   | 楠田泰之 | 19.4%  |
| 第3話  | 1985年12月24日 | ひねくれLOVE     | 楠田泰之 | 17.2%  |
| 第4話  | 1985年12月31日 | 空想Kiss         | 赤羽博   | 8.1%   |
| 第5話  | 1986年1月7日   | パンツ考察       | 赤羽博   | 22.8%  |
| 第6話  | 1986年1月14日  | エッチ大好き     | 楠田泰之 | 20.4%  |
| 第7話  | 1986年1月21日  | 御意見無用       | 楠田泰之 | 22.1%  |
| 第8話  | 1986年1月28日  | ハローぽこちん   | 赤羽博   | 21.8%  |
| 第9話  | 1986年2月4日   | 涙色パンチ       | 赤羽博   | 22.3%  |
| 第10話 | 1986年2月11日  | ザ・C・チャンス  | 楠田泰之 | 21.8%  |
| 第11話 | 1986年2月18日  | 恋愛白書         | 楠田泰之 | 23.9%  |
| 第12話 | 1986年2月25日  | お風呂でデート   | 赤羽博   | 22.4%  |
| 第13話 | 1986年3月4日   | 元気のでる一家   | 志村彰   | 20.0%  |
| 第14話 | 1986年3月11日  | 青春微熱少年     | 赤羽博   | 21.9%  |
| 第15話 | 1986年3月18日  | コーフン講座     | 楠田泰之 | 24.7%  |
| 最終話 | 1986年3月25日  | 羽ばたけポコチン | 楠田泰之 | 25.3%  |

## 第3シリーズ
TBS系列(北陸放送・テレビ山口を除く）で、1987年1月27日 - 1987年5月26日に放送された。内海はるか役は当初後藤久美子であったが、後藤が神経性胃炎でダウンしたことにより（イメージの違いに悩んだとも）、クランクイン直後に降板している。キャストが大幅に入れ替り、第1シリーズのリメイク版のような内容だが、演出はシリーズ中最も過激になっている。第1話では女子更衣室にノゾキに入った真人と勇作への仕返しに、はるかたちが2人を全裸にして追いかけ回す場面がある。
本編終了後では、NG集として毎週2、3場面のNGシーンを放送していた。

### キャスト

#### 主要人物
内海 はるか（）〈14〉
演 - 立花理佐
内海家の長女。けやきが丘中学校の生徒・中学2年生。
応援団の部活動で、応援団長を務める。
浅野 真人（）〈15〉
演 - 沢村悟郎
浅野家の長男。けやきが丘中学校の生徒・中学3年生。

#### 浅野家
港北ニュータウンけやきが丘の4LDKの団地に住まう。内海家とは同階の隣である。
浅野 彰夫（）
演 - 勝野洋
真人の父親。サラリーマン。
浅野 光子（）
演 - 渡辺友子
真人の母親。パーラーのパートアルバイトで働いている。
浅野 暁美（）
演 - 芹沢直美
真人の姉・長女。
浅野 良太（）〈10〉
演 - 工藤彰吾
真人の弟・次男。けやきが丘小学校の生徒・小学4年生。
恵のボーイフレンド。

#### 内海家
浅野家の隣人一家で部屋は3LDKである。
内海 健（）〈15〉
演 - 南渕一輝
はるかの兄・長男。けやきが丘中学校の生徒・中学3年生。
真人・勇作の親友である。
内海 浩介（）
演 - 出門英
はるか・健の父親。
内海 夏代（）
演 - 今陽子
はるか・健の母親。

#### 柳田家
柳田 勇作（）〈15〉
演 - 塩川憲一
柳田家の長男。けやきが丘中学校の生徒・中学3年生。
真人・健の親友である。
柳田 一平（）
演 - 島田洋七
勇作の父親。
柳田 美沙（）
演 - 中村晃子
勇作の母親。
柳田 恵（）
演 - 神田亜矢子
勇作の妹・長女。けやきが丘小学校の生徒・小学4年生。
良太のガールフレンド。

#### けやきが丘中学校
生徒
小川 千草（）
演 - 真弓倫子
はるか・京子の親友である。中学2年生。
応援団の部活動をしている。
滝 京子（）
演 - 金田知巳
はるか・千草の親友である。中学2年生。
応援団の部活動をしている。
竹井 広子（）
演 - 萩原真紀子
真人・健・勇作の同級生で、マドンナ的存在の美少女。
津々井 昭次（）
演 - 角屋光治（第1 - 9、11 - 17話）
伊崎 薫（）
演 - 石塚聡（第1 - 9、11 - 17話）
教職員
中本 進（）
演 - 信実一徳
真人・健・勇作の担任教師。
河合 小百合（）
演 - 高樹沙耶（現・益戸育江）（第1 - 8話）
英語教師。
春山 幸子（）
演 - 堀江しのぶ（第10 - 17話）

#### プロレス道場
新日本プロレスリングの一員として、実名出演。
演 - 藤波辰巳、武藤敬司、山本小鉄、ジョージ高野

#### フィットネスクラブ
服部 麻里（）
演 - 水島裕子
エアロビクスのインストラクター。
鎌野 育夫（）
演 - 中島陽典
エアロビクスのインストラクター。普段はオカマ

#### その他
岸 正也（）
演 - 竹内力（第4 - 8、11、12、14、15話）
暁美のボーイフレンド。
沢 伸六（）
演 - 平泉成
パーラーのマスター。
小谷 みどり（）
演 - 戸張美佳
楠本 祐三（）
演 - 成田勝
美沙の不倫相手。外車ディーラーの営業マン。
早水 守（）
演 - 岩瀬威司
良太・恵の親友で、けやきが丘小学校・小学4年生。

#### ゲスト

##### 第1話
大沢 徹（）
演 - 木村一八
サウナの女
演 - 岩崎俊子、原田楊子

##### 第4話
川原の男
演 - 石田憲一、服部三千男
中学生
演 - 田中政幸、深尾明宏
女生徒
演 - 田沼智子

##### 第5話
女高生
演 - 杉本直子、橋本千明、蓜島美奈子

##### 第6話
中年の男
演 - 石倉三郎
クラブのバンド
演 - キャディラック（第9話）
少女A
演 - 横浜真紀子
少女B
演 - 大沢由美子
女子高生
演 - 田沢令子
チンピラ
演 - 福田亘、寺島進

##### 第7話
絵里
演 - 樹本由布子（第8話）
尚美
演 - 雨野夕紀（第8話）
雅子
演 - 篠原尚子（第8話）
大学生
演 - 大組富士雄、幸崎智

##### 第9話
先生
演 - 阿部六郎
デートディスコの女
演 - 黒沢ひとみ、石上ひさ子

##### 第10話
徹男
演 - 山本陽一（第13話）
淳
演 - 三好圭一
昌彦
演 - 古川聡
明子
演 - 茂野幸子
すみれ
演 - 井関ゆみ
政美
演 - 小山田千明

##### 第11話
不良中学生
演 - 片桐順一郎、大野伸二、近藤克明、飛高政幸

##### 第12話
薬局の店員
演 - 大石源吾
団地の女
演 - 清水舞
キャバクラの女
演 - 涌井美穂

##### 第13話
京子の父
演 - 小林克也
京子の母
演 - 深谷みさお
医師
演 - 大矢兼臣
女子生徒
演 - 小松麻由子、田中かおり、管原仁美

##### 第14話
オカマ
演 - 市川勇（第16話）、井上智昭
医師
演 - 奥野匡
女子生徒
演 - 高橋あゆみ、吉津博美、金丸京子
恵の親友。

##### 第15話
純子
演 - 鈴木亜希子
若い男
演 - 宮沢淑郎、篠田高信

##### 第16話
倉本益美
演 - 吉村奈見子
テニス部員。
加代
演 - 吉田忍
パーラーの女
演 - 浅倉沙友美
ツッパリ
演 - 山下大樹、森田隆史、近藤秀樹

##### 最終話
スカウトマン
演 - パワーズ
ホステス
演 - 小林愛、関口真子
ボーイ
演 - 吉江芳成
その他
演 - 服部三千代

### スタッフ
- 脚本：畑嶺明
- 音楽：城之内ミサ、C-C-B
- プロデューサー：阿部祐三、楠田泰之／浜井誠（TBS）
- 演出：楠田泰之、赤羽博、飯塚正彦
- 演出補：飯塚正彦、藤本一彦
- 技術：田中文夫
- カメラ：長瀬元孝
- 照明：竹内留吉
- 音響効果：下城義行
- カラー調整：石田伸夫
- 音声：中前哲夫
- 編集：新井孝夫
- 美術：石田道昭
- 美術制作：平野裟一（アックス）
- 衣裳：武居守一（京都衣裳）
- メイク：倉本メ子（ユミ・ビュアクス）
- 大道具：東宝舞台
- 装飾・小道具：東京美工
- 持道具：京阪商会
- 植木装飾：アサヒ植木装飾
- 建具：マエヤマ
- タイトル協力：アロックダンスカンパニー
- コンピューターグラフィック：エス・シー・ティ
- ロケ協力：港北ニュータウンけやきが丘管理組合
- タイムキーパー：舘野弘子
- 制作担当：大谷弘、志村彰
- 協力：東通、緑山スタジオ・シティ
- 製作：TBS、木下プロダクション

### テーマ曲
- 主題歌：C-C-B「ないものねだりのI Want You」（第1話 - 第9話）
（作詞：松本隆、作曲：筒美京平、編曲：大谷和夫、C-C-B）
- 2代目主題歌：立花理佐「疑問」（第10話 - 最終話）
（作詞：麻生圭子、作曲：伊豆一彦、編曲：中村哲）
- 挿入歌1：キャディラック「青春のあいうえお」
（作詞：秋元康、作曲：長沢ヒロ&キヤディラック、編曲：中村哲）
- 挿入歌2：芹沢直美「Virgin番外地」
（作詞：売野雅勇、作曲：筒美京平、編曲：山川恵津子）
- 挿入歌3：東京純愛トリオ「東京純愛倶楽部」
（作詞：森浩美、作曲・編曲：水谷公生）

### サブタイトル
| 各話   | 放送日        | サブタイトル     | 演出     | 視聴率 |
| ------ | ------------- | ---------------- | -------- | ------ |
| No 1   | 1987年1月27日 | がんばれポコチン | 楠田泰之 | 12.7%  |
| No 2   | 1987年2月3日  | 性教育講座       | 楠田泰之 | 13.4%  |
| No 3   | 1987年2月10日 | ポコチンどりーむ | 楠田泰之 | 13.4%  |
| No 4   | 1987年2月17日 | バージン番街地   | 楠田泰之 | 11.2%  |
| No 5   | 1987年2月24日 | 夢色キッス       | 赤羽博   | 8.2%   |
| No 6   | 1987年3月3日  | 青春のあいうえお | 赤羽博   | 9.9%   |
| No 7   | 1987年3月10日 | 初体験チャンス   | 楠田泰之 | 11.6%  |
| No 8   | 1987年3月17日 | ツーリングらぶ   | 赤羽博   | 8.4%   |
| No 9   | 1987年3月24日 | 優しさ for ユー  | 楠田泰之 | 12.9%  |
| No 10  | 1987年4月7日  | 夢一瞬           | 赤羽博   | 9.7%   |
| No 11  | 1987年4月14日 | 友情まっいいか   | 楠田泰之 | 13.6%  |
| No 12  | 1987年4月21日 | 私♡早熟ですか    | 楠田泰之 | 11.8%  |
| No 13  | 1987年4月28日 | 鉄建＋涙＝愛     | 飯塚正彦 | 12.6%  |
| No 14  | 1987年5月5日  | 東京純愛倶楽部   | 楠田泰之 | 10.5%  |
| No 15  | 1987年5月12日 | パンツの詩       | 楠田泰之 | 13.3%  |
| No 16  | 1987年5月19日 | 恋文気分         | 飯塚正彦 | 11.9%  |
| 最終話 | 1987年5月26日 | ポコチン卒業     | 楠田泰之 | 14.7%  |

- 3月31日は『春の豪華版スペシャル クイズまるごと大集合』のため休止。

## 番外編
『毎度おさわがせします 新春バラエティスペシャル〜ハッピーニューえっち』のタイトルで、1987年1月2日（木曜） 10:00 - 11:40 に放送。全3シリーズの出演俳優、脚本家の畑嶺明、C-C-Bらによるクイズとゲームと歌、そしてドラマ撮影のNGシーンなどを交えた内容のバラエティ番組である。

### 出演者
- 司会：板東英二
- アシスタント：久保利恵、金子真澄、荒井真美子
- 出題：鈴木史朗
- リポーター：吉村明宏
- ナレーター：根岸雄一

#### ゲスト（第1・2シリーズ）
- 中山美穂
- 木村一八
- 篠ひろ子
- C-C-B
- 藤井一子
- 西川弘志
- 土田一徳
- 江端郁世
- 長与千種
- ライオネス飛鳥
- ダンプ松本
- ブル中野

#### ゲスト（第3シリーズ）
- 勝野洋
- 出門英
- 島田洋七
- 渡辺友子
- 中村晃子
- 立花理佐
- 沢村悟郎
- 南渕一輝
- 塩川憲一
- 芹沢直美

## 放送局
- TBS系（北陸放送・テレビ山口を除く23局） - 第1～第3シリーズを放送
- 1987年9月までフジテレビ系列とのクロスネット局であったテレビ山口は、第1シリーズのみを放送した。第1シリーズの終了後、同局は火曜21時台をフジテレビとの同時ネット枠に切り替えた。
- 北陸放送では第2シリーズまで放送していたが、1986年10月から1987年9月まで『太陽にほえろ!』『ジャングル』を放送していたため、第3シリーズは2022年12月に至るまで一度も放送していない。
- 山形県では、テレビユー山形の開局前であるため、山形テレビ（放送当時フジテレビ系列）が番販購入して遅れネットで放送した。
- TBSチャンネル - 再放送が行われる。